# Corcovado (Brésil)
Pour les articles homonymes, voir Corcovado.
Le Corcovado (« bossu » en portugais) est l'un des nombreux reliefs de la ville de Rio de Janeiro. Il s'élève à 704 mètres d'altitude. Il est célèbre pour accueillir en son sommet la statue du Christ Rédempteur, l'un des principaux symboles de la ville et du pays, et pour offrir une vue sur l'ensemble de la zone sud de la ville.

## Géographie
Ce pic de granite de 704 mètres d'altitude se situe dans la forêt de Tijuca.

## Histoire
Une route menant au sommet a été construite en 1824[réf. nécessaire]. Anciennement ouverte au public, elle est désormais exploitée de façon exclusive par une entreprise de transport touristique.
La ligne de chemin de fer du Corcovado, dont le départ se situe dans le quartier de Cosme Velho, a, quant à elle, été inaugurée le 9 octobre 1884 par l'empereur Pierre II du Brésil. Longue de 3 824 mètres, elle est la première du pays à être construite à des fins exclusivement touristiques. En 1910, cette ligne est la première du Brésil à être électrifiée. Les anciens trains à vapeur sont alors remplacés par des machines électriques. Durant quatre ans, la ligne sert à l'acheminement des matériaux nécessaires à la construction de la statue du Christ Rédempteur. Celle-ci est inaugurée en 1931.

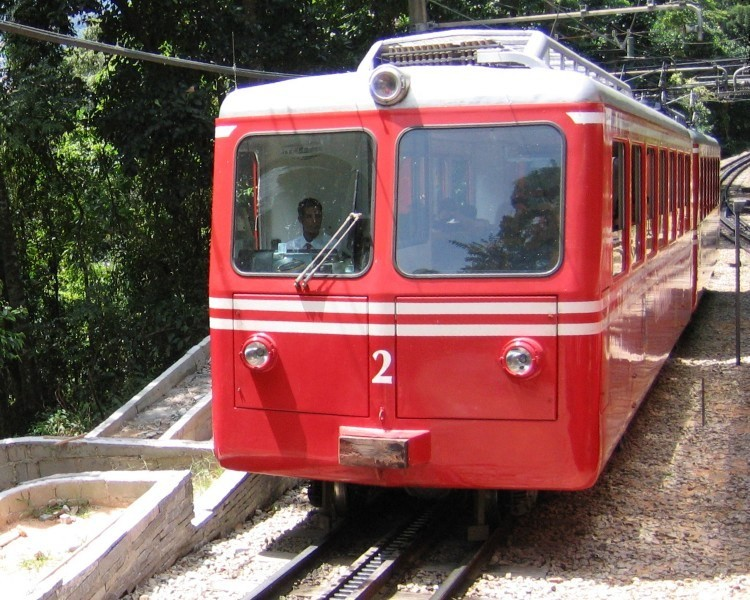
Train du Corcovado.
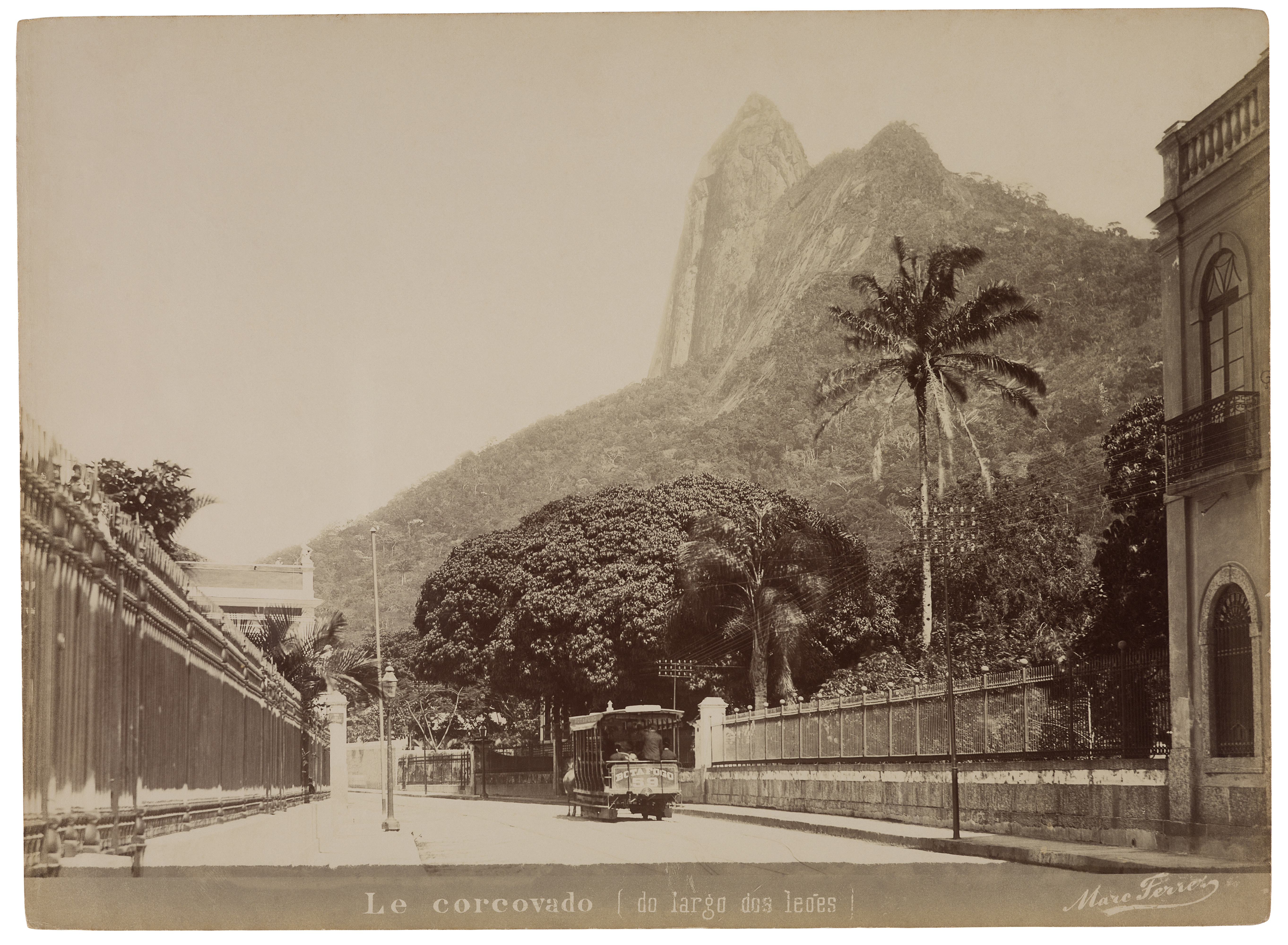
Le Corcovado avant la construction du Christ Rédempteur.

## Tourisme

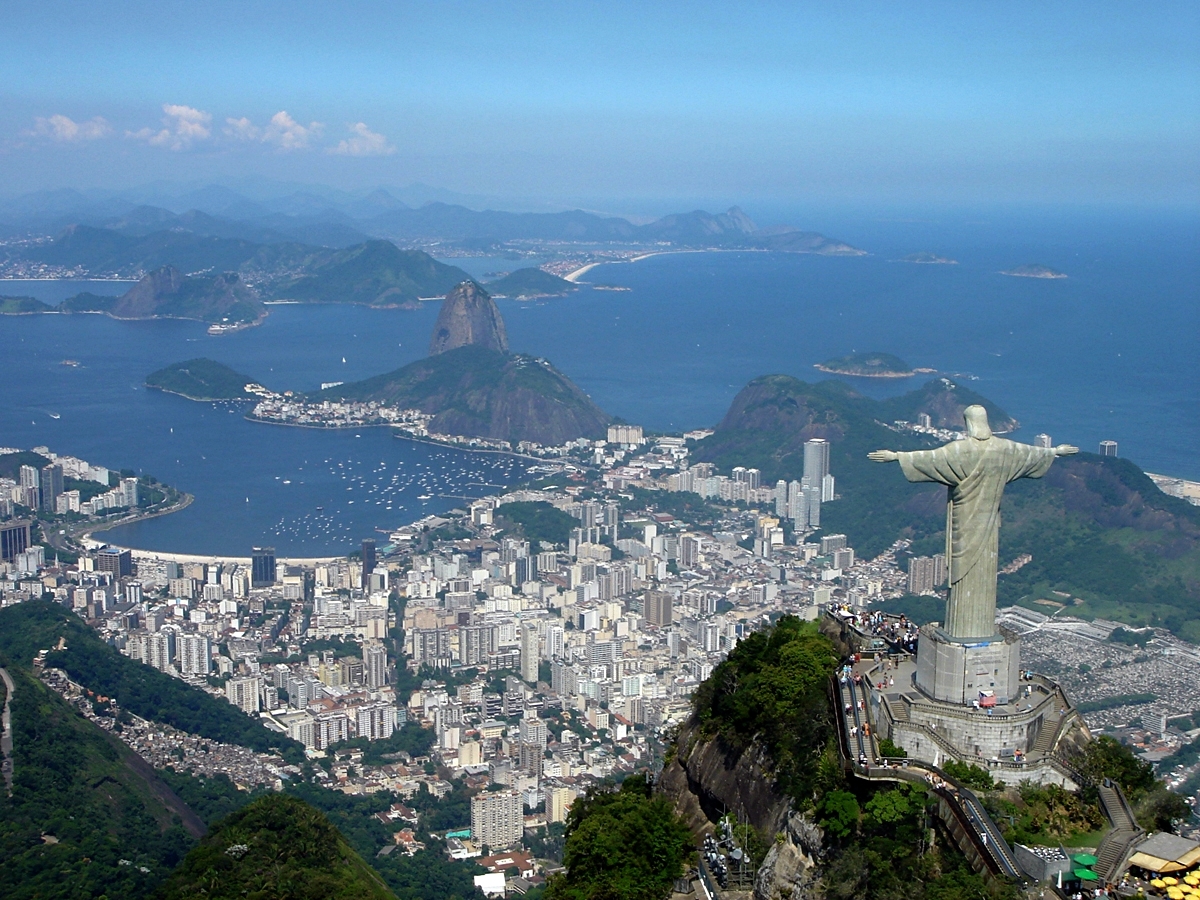
Vue sur Rio depuis le Corcovado.

Haute de 38 mètres, la statue du Christ Rédempteur est l'un des endroits touristiques les plus fréquentés de Rio avec 600 000 visiteurs par an. Au pied de la statue, le pic offre une vue panoramique sur le centre-ville, avec notamment le Pain de Sucre, le lac Rodrigo de Freitas, les plages de Copacabana et Ipanema, plusieurs favelas de la ville et la baie de Guanabara.
Un chemin de randonnée au départ du Parque Lage permet d'accéder à pied au sommet par la forêt de Tijuca. Sur la partie sommitale, un escalier de 220 marches permet d'accéder au pied de la statue. En 2003, ont été installés des ascenseurs et des escalators.
La face sud du pic possède 54 voies permettant de pratiquer l'escalade.

## Le Corcovado dans la culture
- Corcovado est une chanson d'Antônio Carlos Jobim.
- La première strophe de la chanson de Nino Ferrer La Rua Madureira parle du Corcovado : « Non je n'oublierai jamais la baie de Rio, La couleur du ciel le long du Corcovado, La Rua Madureira la rue que tu habitais, Je n'oublierai pas pourtant je n'y suis jamais allé… »
- Les paroles de la chanson intitulée Blessed to be a witness de Ben Harper commencent par « Corcovado parted the sky ».